# Xã Banks, Quận Fayette, Iowa
Xã Banks (tiếng Anh: Banks Township) là một xã thuộc quận Fayette, tiểu bang Iowa, Hoa Kỳ. Năm 2010, dân số của xã này là 326 người.